# Liste der Bodendenkmale in Westre
In der Liste der Bodendenkmale in Westre sind die Bodendenkmale der Gemeinde Westre nach dem Stand der Bodendenkmalliste des Archäologischen Landesamts Schleswig-Holstein von 2016 aufgelistet.
| Denkmal-ID           | Befundart           | Bezeichnung                        | Zeitstellung                            | Lage | Bemerkungen | Bild |
| -------------------- | ------------------- | ---------------------------------- | --------------------------------------- | ---- | ----------- | ---- |
| aKD-ALSH-Nr. 001 791 | Grabmal > Grabhügel | Grabhügel                          | Vor- und/oder Frühgeschichte            |      |             |      |
| aKD-ALSH-Nr. 001 792 | Grabmal > Grabhügel | Grabhügel                          | Vor- und/oder Frühgeschichte            |      |             |      |
| aKD-ALSH-Nr. 001 793 | Grabmal > Grabhügel | Grabhügel                          | Vor- und/oder Frühgeschichte            |      |             |      |
| aKD-ALSH-Nr. 001 794 | Grabmal > Grabhügel | Grabhügel                          | Vor- und/oder Frühgeschichte            |      |             |      |
| aKD-ALSH-Nr. 001 795 | Befestigung > Wall  | Landwehr/Wall/Schanze/Panzergraben | Frühgeschichte, Neuzeit, Zeitgeschichte |      |             |      |